# Vaginalkula

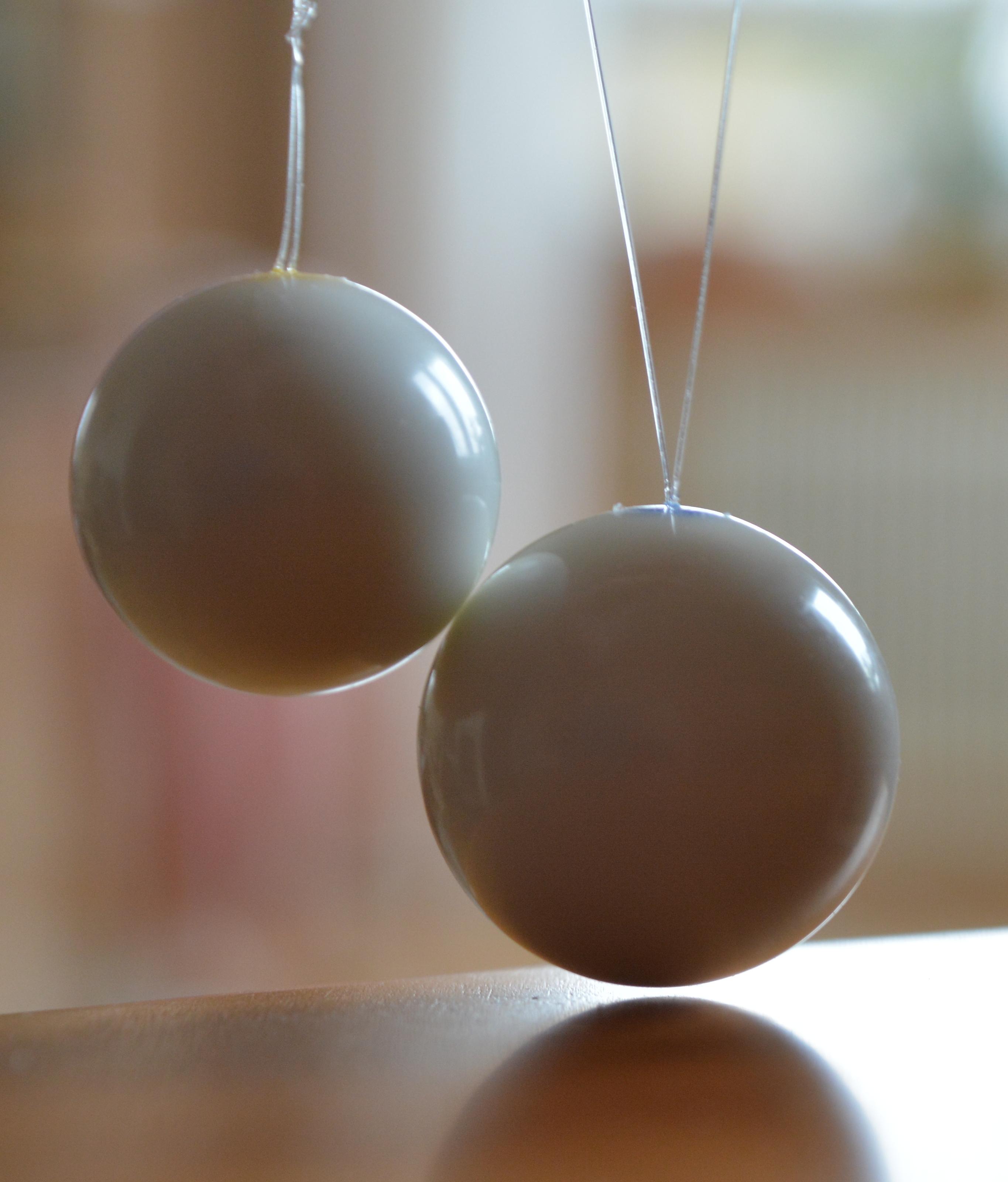
Knipkulor.

Vaginalkula, eller knipkula, är ett hjälpmedel för att träna bäckenbottenmuskelaturen.
Vaginalkula är en kula med en diameter på omkring 20–35 millimeter, med glatt yta och av varierande tyngd, typiskt i spannet 20-50 gram, vilken är försedd med ett skaft eller tunn lina. Den är främst avsedd att införas och hållas en bit in i slidan i höjd med musculus pubococcygeus (PC-muskeln) för att med knipövningar ge träning till bäckenbottenmuskulaturen (musculus coccygeus och musculus levator ani). Denna muskulatur kan ha försvagats efter graviditet och förlossning, av tunga lyft, övervikt eller med ålder.
Knipkulor kan också användas för att genom effekten av en tränad musculus pubococcygeus stimulera sexuellt samliv. Flera olika modeller finns tillgängliga för anpassning till individuella behov och träningsmål, där vissa produkter inkluderar vibrationsfunktioner eller möjligheten att anpassa tyngden.